# Frankfurter Sparkasse
Die Frankfurter Sparkasse, kurz Fraspa, ist eine öffentlich-rechtliche Sparkasse und ist eine der größten Sparkassen in Deutschland. Träger ist die Landesbank Hessen-Thüringen.

## Rechtsstruktur
Die Frankfurter Sparkasse entstand am 8. März 1989 durch den Zusammenschluss der Frankfurter Sparkasse von 1822, einer Tochter der Polytechnischen Gesellschaft, mit der Stadtsparkasse Frankfurt, damals noch als Freie Sparkasse in der Rechtsform wirtschaftlicher Verein.

## Geschichte

### Geschichte der übernommenen Unternehmen

#### Frankfurter Sparkasse von 1822
1822 gründet die Polytechnische Gesellschaft die Frankfurter Sparkasse von 1822, um Geringverdienern und Handwerkern die Möglichkeit zu geben, ihre Ersparnisse sicher anzulegen. Die erste Geschäftsstelle wurde am 12. Juni 1822 in der Großen Sandgasse eröffnet.
Während der Zeit des Nationalsozialismus war Karl Eckardt Vorsitzender des Aufsichtsrates.
Im Zuge des Wiederaufbaus nach dem Zweiten Weltkrieg errichtete die Sparkasse 1953/54 das Bienenkorbhaus an der Konstablerwache. Der Sitz der Sparkasse befindet sich seit 1878 in der Neuen Mainzer Straße.

#### Sparkasse der Stadt Bockenheim
Die Sparkasse der Stadt Bockenheim eröffnete am 11. Januar 1860 den Geschäftsbetrieb. Vorangegangen war eine Planungsphase, die sieben Jahre gedauert hatte. Die Stadt hatte einen Kassenvorschuss von 200 Gulden eingelegt. Am ersten Tag wurden 29 Sparbücher mit 378 ½ Gulden Guthaben angelegt. Ab 1895, nach der Eingemeindung Bockenheims, firmierte die Sparkasse der Stadt Bockenheim in Städtische Sparkasse Frankfurt am Main um.

### Geschichte seit der Fusion
Am 8. März 1989 fusionierte die Stadtsparkasse Frankfurt am Main mit der Frankfurter Sparkasse von 1822. Da die Frankfurter Sparkasse von 1822 die größere der beiden war, übernahm das neue Institut deren Farben blau und gelb. Außerdem wurde die Sparkasse durch ein neues Logo (Raute aus drei waagerechten gelben Balken und der Zahl 1822) repräsentiert. Anteilseigner des wirtschaftlichen Vereins waren die Polytechnische Gesellschaft mit 60 Prozent und die Stadt Frankfurt am Main mit 40 Prozent. Die am 7. August 1996 als Vertriebsgesellschaft gegründete 1822direkt ist die erste Direktbank einer deutschen Sparkasse.
2004 geriet die Frankfurter Sparkasse in eine schwere finanzielle Krise. Ein hoher Wertberichtigungsbedarf für das Geschäftsjahr 2003 zehrte die Rücklagen auf. Im Frühjahr 2004 trat der damalige Vorstandsvorsitzende von seinem Amt zurück. Nach einer Prüfung des Jahresabschlusses 2003 forderte die  Bundesanstalt für Finanzdienstleistungsaufsicht (BaFin) zudem die sofortige Abberufung zweier weiterer Vorstandsmitglieder, die im Oktober 2004 fristlos entlassen wurden. Da die bisherigen Anteilseigner keine Kapitalerhöhung finanzieren konnten, wurde das Institut in eine Aktiengesellschaft umgewandelt. Im Februar 2005 verkauften die Polytechnische Gesellschaft und die Stadt Frankfurt ihre Anteile an die Landesbank Hessen-Thüringen (Helaba), die seitdem 100 % der Aktien der Frankfurter Sparkasse hält. Die Polytechnische Gesellschaft brachte ihre Verkaufserlöse in eine Stiftung ein. Gegen den Verkauf an eine Privatbank, für den es ebenfalls Interessenten gegeben hatte, hatten politische Bedenken bestanden.
Im Zuge der Übernahme ist das Corporate Design, das bisher von einem eigenen 1822-Logo und den Farben Blau und Gelb geprägt war, seit 29. Mai 2006 auf das einheitliche Sparkassen-Auftreten mit „S“-Logo und der Farbe Rot umgestellt worden. Der Begriff 1822 bleibt zwar als Schriftzug erhalten, jedoch verschwand er aus dem offiziellen Sprachgebrauch und den Produktnamen der Sparkasse.

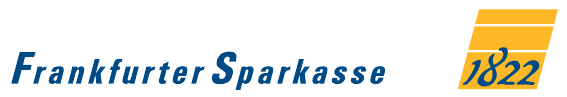
Historisches Logo bis 2006

Am 1. Juli 2007 änderte das Land Hessen durch das „Fraspa-Gesetz“ die Rechtsform in eine Anstalt des öffentlichen Rechts, deren alleinige Trägerin die Helaba ist. Die Sparkasse ist damit faktisch eine Tochter der Helaba, die mit dem Trägerausschuss das oberste Organ der Sparkasse stellt, allerdings nicht für die Verbindlichkeiten der Sparkasse haftet.
Vorsitzender des aus neun Mitgliedern bestehenden und mit Arbeitgeber- (zu ⅔) und Arbeitnehmervertretern (zu ⅓) besetzten Verwaltungsrates ist Thomas Groß.
Im Jahr 2021 kündigte die Frankfurter Sparkasse an, 17 der 45 Filialen im Stadtgebiet Frankfurts zu schließen und somit nicht mehr alle Frankfurter Stadtteile zu versorgen. Die Filialen außerhalb Frankfurts sind von den Sparmaßnahmen nicht betroffen.

## Geschäftsausrichtung und Geschäftserfolg
Die Frankfurter Sparkasse wies im Geschäftsjahr 2024 eine Bilanzsumme von 22,853 Mrd. Euro aus und verfügte über Kundeneinlagen von 20,174 Mrd. Euro. Gemäß der Sparkassenrangliste 2024 liegt sie nach Bilanzsumme auf Rang 5. Sie unterhält 66 Filialen/Selbstbedienungsstandorte und beschäftigt 1.577 Mitarbeiter. Sie ist Mitglied der Sparkassen-Finanzgruppe und betreut mehr als 400.000 private Kunden und nahezu 40.000 Selbstständige, Gewerbetreibende und Unternehmen. Die Sparkasse ist im gesamten Frankfurter Stadtgebiet und in den Umlandgemeinden Bad Soden am Taunus, Bad Vilbel, Dreieich, Eschborn, Friedrichsdorf, Hanau, Hofheim am Taunus, Kronberg im Taunus, Maintal, Neu-Isenburg, Oberursel (Taunus), Offenbach am Main, Schwalbach am Taunus und Steinbach (Taunus) vertreten.
Hundertprozentige Tochtergesellschaften sind die 1822direkt Gesellschaft der Frankfurter Sparkasse mbH und Versicherungsservice der Frankfurter Sparkasse GmbH. An der Sparkassen Markt Service GmbH hält sie 50 Prozent. Die Sparkassen-Informatik erwarb zum 1. Oktober 2007 die 1822 S Inform Software GmbH vollständig.

## Gesellschaftliches Engagement
Die Frankfurter Sparkasse unterstützt soziale und kulturelle Projekte in Frankfurt und dem Rhein-Main-Gebiet. Anlässlich ihres 175-jährigen Jubiläums gründete die Frankfurter Sparkasse 1997 zu diesem Zweck die Stiftung der Frankfurter Sparkasse. Zweck der Stiftung ist die Verbesserung der Lebensqualität der Bürger in Frankfurt und in der Region durch Förderung in gemeinnützigen Bereichen Kunst, Kultur und Musik, Heimatgedanke, Denkmalschutz und Völkerverständigung, Forschung und Wissenschaft, Bildung, Erziehung, Sport, Natur- und Umweltschutz, Gesundheit, Wohlfahrtspflege, Jugend- und Altenhilfe und Religion. Im Jahr 2020 gründete die Frankfurter Sparkasse gemeinsam mit ihrem Partner betterplace eine Spenden- und Stiftungsplattform. Unter dem Namen mainFrankfurt.org können sich gemeinnützige Organisationen Spenden für ihre Projekte sammeln. Stiftungen können sich präsentieren und ebenfalls Unterstützer ansprechen.
Die wichtigsten Projekte der Frankfurter Sparkasse und deren Stiftung sind:
- Spenden- und Stiftungsplattform mainFrankfurt.org
- Frankfurter Bürgerpreis für ehrenamtliches Engagement
- Kunstgalerie 1822-Forum in der Fahrgasse
- Stoltze-Museum
- Ausstellungen in der Galerie in der Neuen Mainzer Straße
- Dauerausstellung in der Frankfurter Paulskirche
- 1822-Neujahrskonzert
- Klassik-, Rock- und Popkonzerte
- 1822-Universitätspreis
- Deine Schule und Natur
- BuchStapler
- Schüler-Presse-Preis
- Schulkünstlerprojekt
- 1822-Schulförderpreis der Stadt Dreieich
- Frankfurter Schulschachturnier
- Planspiel Börse
- SCAPO ibench Campus Westend[8]

## Sparkassen-Finanzgruppe
Die Frankfurter Sparkasse ist Teil der Sparkassen-Finanzgruppe und gehört damit auch ihrem Haftungsverbund an. Er sichert den Bestand der Institute und sorgt dafür, dass sie auch im Fall der Insolvenz einzelner Sparkassen alle Verbindlichkeiten erfüllen können. Die Sparkasse vermittelt Bausparverträge der regionalen Landesbausparkasse, offene Investmentfonds der Deka und Versicherungen der SV SparkassenVersicherung. Im Bereich des Leasing arbeitet die Frankfurter Sparkasse mit der  Deutschen Leasing zusammen. Die Funktion der Sparkassenzentralbank nimmt die Landesbank Hessen-Thüringen wahr.